# المدرسة الفلبينية (دبي)
المدرسة الفلبينية في دبي هي مدرسة في دبي تقدم خدماتها للفلبينيين، وتغطي المراحل الدراسية من رياض الأطفال حتى الصف الثاني عشر.

## نظرة عامة
- غرفة تكنولوجيا المعلومات / مختبر الكمبيوتر مع الوصول إلى الإنترنت
- مختبر العلوم
- مكتبة
- ملاعب مغطاة لكرة السلة وكرة الطائرة وملعب ونقطة تجمع
- خدمة الحافلات
- غرفة الصوت والفيديو لمستويات رياض الأطفال
- مقصف
- سقيفة الكتاب

## الأقسام
- قسم الرياضيات
- قسم العلوم
- قسم اللغة الإنجليزية
- قسم TLE
- قسم الدراسات الاجتماعية
- قسم اللغة العربية
- قسم MAPEH
- القسم الفلبيني
- قسم تكنولوجيا المعلومات والاتصالات

## روابط خارجية
- الموقع الرسمي
- هيئة المعرفة والتنمية البشرية (حكومة دبي)